# Christiane Goeminne
Christiane (‘Chris’) Goeminne (1942, Oudenaarde), is een Belgisch voormalig wielrenster die actief was van 1960-1979. Ze behaalde 163 overwinningen tijdens haar carrière zowel op de piste als op de weg. Ze kon vooral op de piste goed uit de benen aangezien ze eerder een spurterstype was. Haar belangrijkste prestaties waren vijf podiumplaatsen op het Belgisch kampioenschap en twee podiumplaatsen op het Wereldkampioenschap.

## Carrière

### Jeugd
Ze groeide op in een gezin dat haar niet steunde in het begin en tijdens haar wielercarrière. Ze moest werken om alles zelf te kunnen financieren. Gelukkig boden andere mensen hulp aan zoals Firmin Van Kerrebroeck, die haar een fiets bezorgde die beter afgesteld was op haar lengte. Ook Briek Schotte hielp haar eveneens: ze kreeg ook van hem in 1964 een fiets. Hij stond erom bekend dat hij meerdere vrouwen steunde tijdens hun wielercarrière met een vrouwelijke Flandria ploeg. Ze had ook nog een kennis waarbij ze achter de brommer mee kon trainen.

### Begin
Ze kwam in contact met de wielersport via een collega op het werk die haar meevroeg om een avond op rollen te rijden tijdens een sportavond in Elsegem. Ook onder meer Marie-Thérèse Naessens, Denise Bral, Simonne Ellegeest en Monique Maes waren aanwezig.
Het was pas tijdens haar derde jaar, in 1963, dat ze haar eerste overwinning behaalde. In de eerste drie jaren leerde ze vooral veel bij over hoe je een wedstrijd moest rijden en welke tactieken belangrijk waren.

### Hoogtepunt
De meeste van haar zeges behaalde ze op de piste omdat ze niet alleen een goede spurt had, maar ook durfde om bovenaan op de piste te rijden. Op de weg won ze wat minder, maar was ze wel erg regelmatig in haar uitslagen en pakte veel ereplaatsen met onder meer vijf keer een podiumplaats op het Belgisch kampioenschap (1969, 1973, 1975, 1976 en 1978) en twee keer een top vijf notering op een Wereldkampioenschap (1973 en 1975). Dat ze er niet in slaagde een Wereldkampioenschap te winnen weet ze aan de nervositeit die ze had voor en tijdens de wedstrijd. Ze ging in totaal tien keer mee naar een WK waarvan dat in Spanje in 1965 het eerste was. De begeleiding van de Belgische Wielerbond was echter minimaal waardoor ze ook niets van parcourskennis voor de wedstrijd hadden. In tegenstelling tot hedendaagse kampioenschappen, was het toen ieder voor zich.
Naast de Wereldkampioenschappen reed ze ook andere wedstrijden in onder meer Frankrijk en Italië.
Ze koerste onder meer tegen Yvonne Reynders, die ze als de beste wielrenster aanschouwde. Ook Victoire Van Nuffel en Marie-Thérèse Naessens beschouwde ze als haar voornaamste tegenstanders.

### Einde
Haar carrière eindigde met een overwinning in Wilrijk.

### Post-Carrière
Na haar carrière stond ze verschillende rensters, zoals Josiane Vanhuysse en Patsy Larno bij met tips en materiaal omdat ze zelf een mentor miste tijdens haar loopbaan.

### Relatie
Goeminne had een relatie met een andere renster genaamd Nicole Van Den Broeck. Ze heeft de carrière van Van Den Broeck op gang getrokken door haar mee te nemen naar een wedstrijd in Italië. Erna nam ze haar mee op training in de buurt van Aalst. Hun relatie eindigde in 1969 wat gevolgen had voor de sportieve carrière van Goeminne.

### Doping
Tijdens haar carrière kwam ze meermaals in contact met verzorgers die aandrongen op het gebruik van doping. Dit heeft ze altijd geweigerd.

## Uitslagen
1965
- 1ste Oudergem
- 1ste Oosteeklo
- 3de Pulle
- 2de Belgisch Kampioenschap op de piste (achtervolging)
- 1ste Belgische Kampioenschap op de piste (sprint)
- 1ste in Lovendegem
- 3de in Binkom
- 3de in GP Stad Roeselare
- 1ste in Oostrozebeke
- 1ste in Maarke-Kerkem
- 1ste in Balgerhoeke
- 1ste in Lier
- 2de in Izegem
- 1ste in Athis
- 1ste in Halle
- 1ste in Geel
- 1ste in Nederename
- 1ste in Hemiksem
- 21ste Wereldkampioenschap op de weg[4]

1966
- 3de in Oosteeklo
- 2de in Lovendegem
- 2de in Staden
- 3de in Andenne
- 2de in Frameries
- 3de in Welkenraedt
- 3de in Ukkel
- 1ste in Relegem
- 3de in De Panne
- 2de Belgisch Kampioenschap op de piste (achtervolging)
- 3de in Meulebeke
- 1ste in GP Stad Roeselare
- 3de Belgisch Kampioenschap op de piste (sprint)
- 2de in Tihange
- 2de in Maarke-Kerkem
- 2de in Strijpen
- 3de in Sint-Margriete-Houtem
- 1ste in Sombreffe
- 1ste in Nederename
- 3de in Comines
- 3de in Sint-Eloois-Vijve
- 13de Wereldkampioenschap op de weg[5]

1967
- 1ste in Zelzate
- 3de in Le Samyn des Dames
- 2de Belgisch Kampioenschap op de piste (achtervolging)
- 1ste Belgisch Kampioenschap op de piste (sprint)
- 13de Wereldkampioenschap op de weg[6]

1968
- 3de in Ieper
- 1ste in Avond van Zonnebeke
- 3de in Westerlo
- 3de in Tournai
- 3de in Strijpen
- 2de in Schiedam
- 3de in Lede
- 3de in Vorselaar

1969
- 3de Belgisch Kampioenschap op de weg
- 3de in Amici del Campanone e del Mondo
- 1ste Belgisch Kampioenschap op de piste (sprint)
- 2de in Flémalle-Grande
- 14de Wereldkampioenschap op de weg[7]

1970
- 3de in Geluwe
- 3de in Aalst
- 1ste in Wiers

1972
- 3de in Oosterzele
- 3de in Dampremy
- 2de in Aalst
- 2de in Sint-Eloois-Vijve
- 1ste in Hamme
- 1ste in Bazel
- 2de in Sint-Martens-Latem

1973
- 2de Belgisch Kampioenschap op de weg
- 1ste in Moustier
- 3de in Asper
- 3de in Lichtervelde
- 3de in Gent
- 1ste in Neufvilles
- 1ste in Gran Prix International Dottignies
- 3de in Asse
- 1ste in Sint-Martens-Latem
- 1ste in Wiers
- 1ste in Merchtem
- 4de Wereldkampioenschap op de weg[8]

1974
- 3de in Oudenaarde
- 2de in Liège
- 2de in Paal
- 2de in Baudour
- 2de Belgisch Kampioenschap op de piste (achtervolging)
- 2de Belgisch Kampioenschap op de piste (sprint)
- 1ste in Aalst
- 3de in Sint-Eloois-Vijve
- 10de Wereldkampioenschap op de weg[9]

1975
- 2de in Appels

- 2de in Hasselt

- 2de in Seraing

- 3de Belgisch Kampioenschap op de piste (achtervolging)

- 1ste Belgisch Kampioenschap op de piste (sprint)

- 3de in Stavelot

- 1ste in Machelen

- 1ste in Ieper

- 2de in Kuringen

- 2de in Hamme

- 2de in GP Beerens - Ster van Aartselaar

- 2de Belgisch Kampioenschap op de weg

- 1ste in Ekeren

- 2de in Drongen

- 1ste in Appelterre Outer

- 1ste in Templeuve

- 1ste in Semmerzake

- 1ste in Beveren-Waas

- 1ste in GP Stad Roeselare

- 3de in Mariekerke

- 1ste in Aalst

- 1ste in Aalst
- 5de Wereldkampioenschap op de weg[10]

1976
- 3de in Knokke

- 2de in Ukkel

- 2de in Beveren-Waas

- 2de Belgisch Kampioenschap op de weg

- 1ste Belgisch Kampioenschap op de piste (sprint)
- 17de Wereldkampioenschap op de weg[11]

1977
- 3de Belgisch Kampioenschap op de piste (achtervolging)
- 2de Belgisch Kampioenschap op de piste (sprint)

1978
- 2de Belgisch Kampioenschap op de weg
- 46ste Wereldkampioenschap op de weg[12]

1979
- 2de Belgisch Kampioenschap op de piste (achtervolging)
- 55ste Wereldkampioenschap op de weg[13]

## Galerij

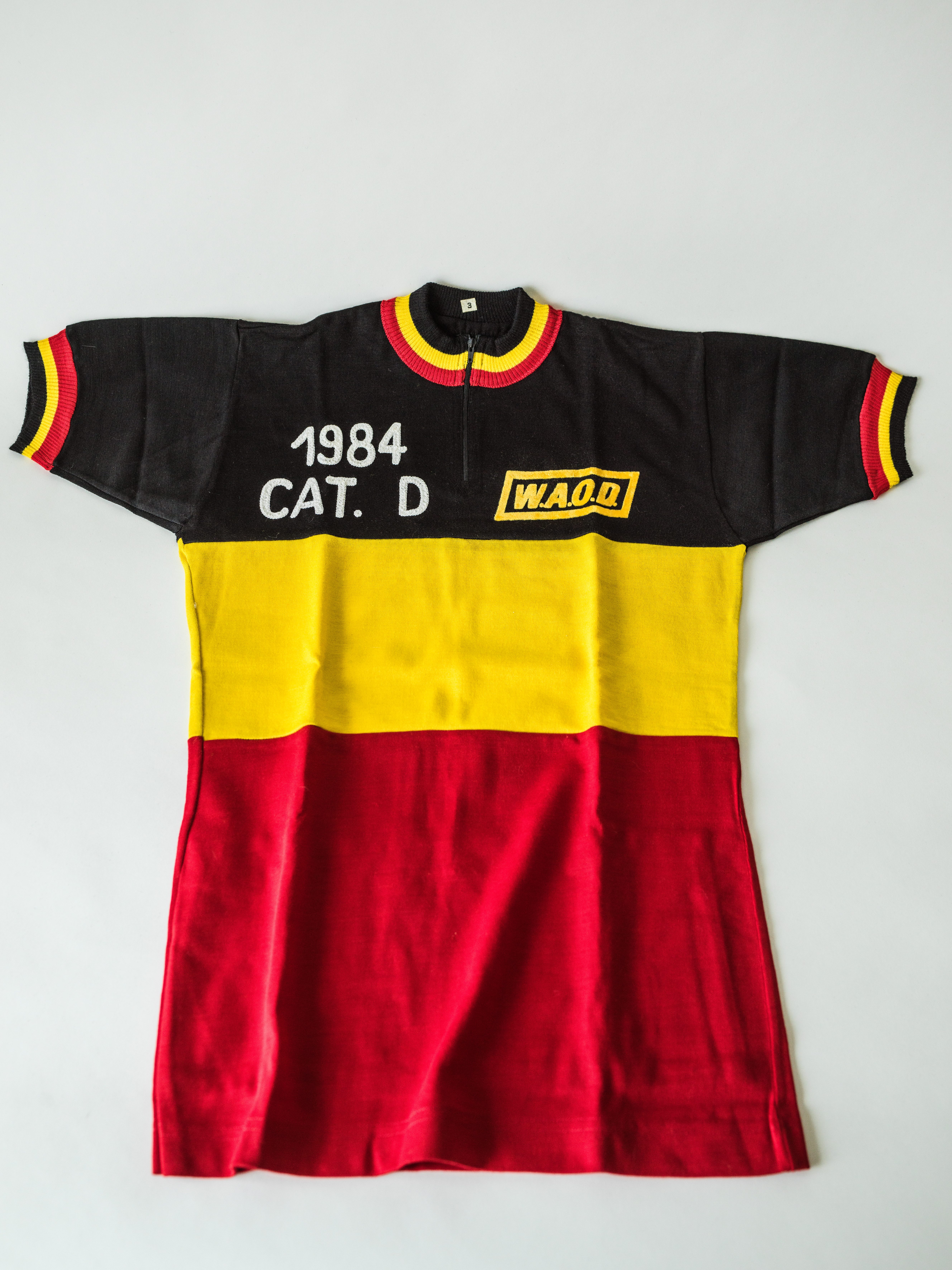
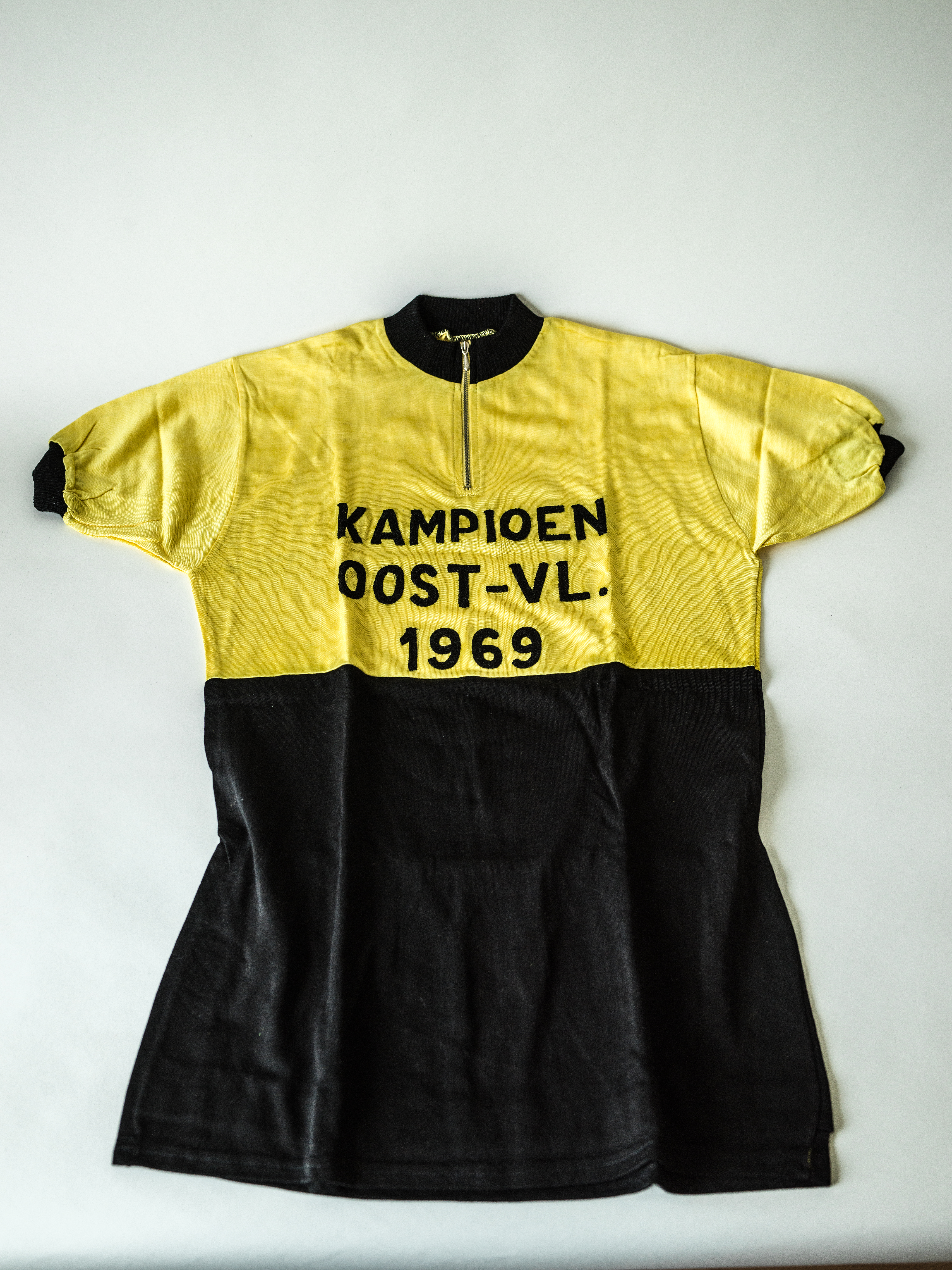
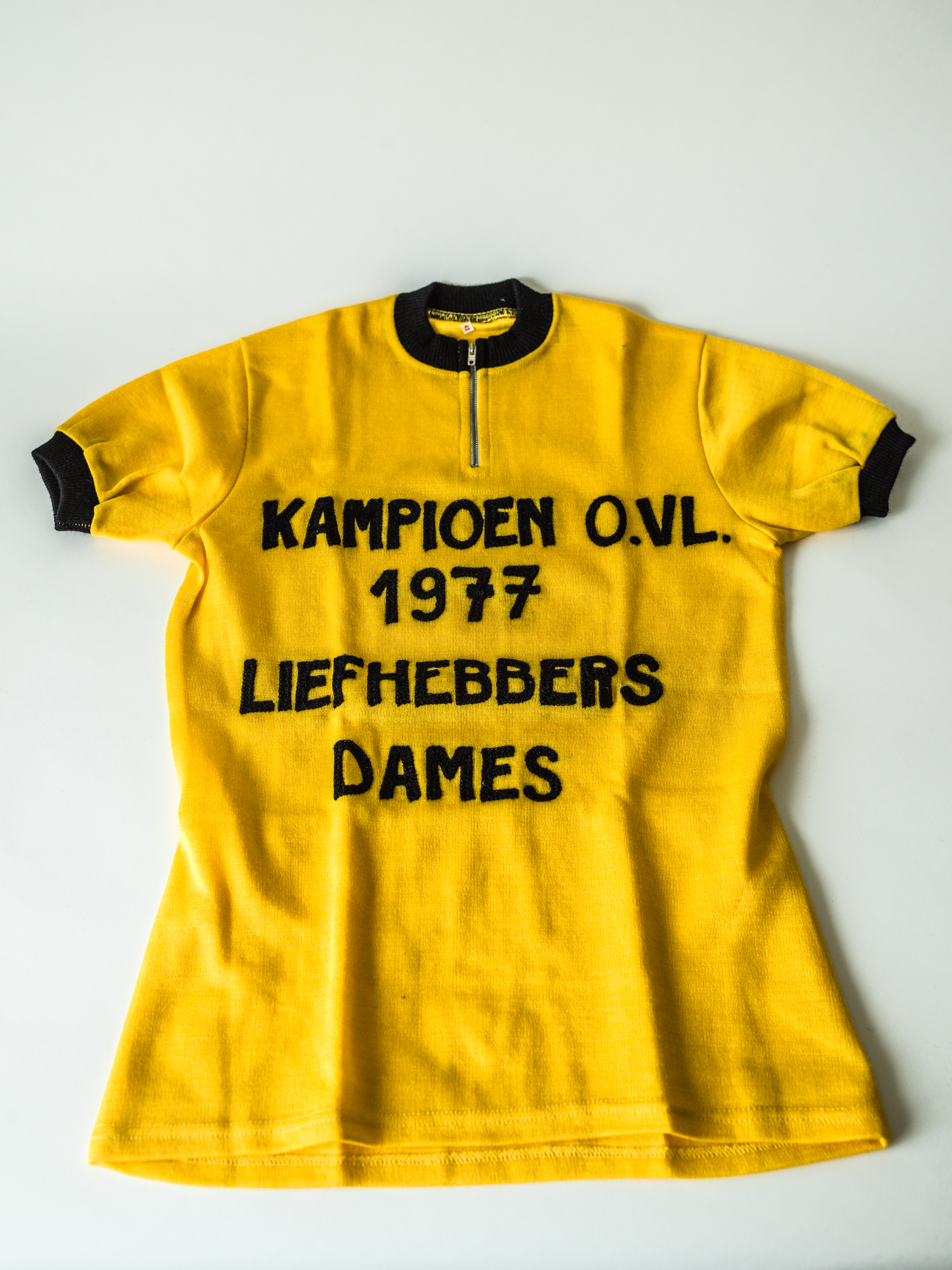
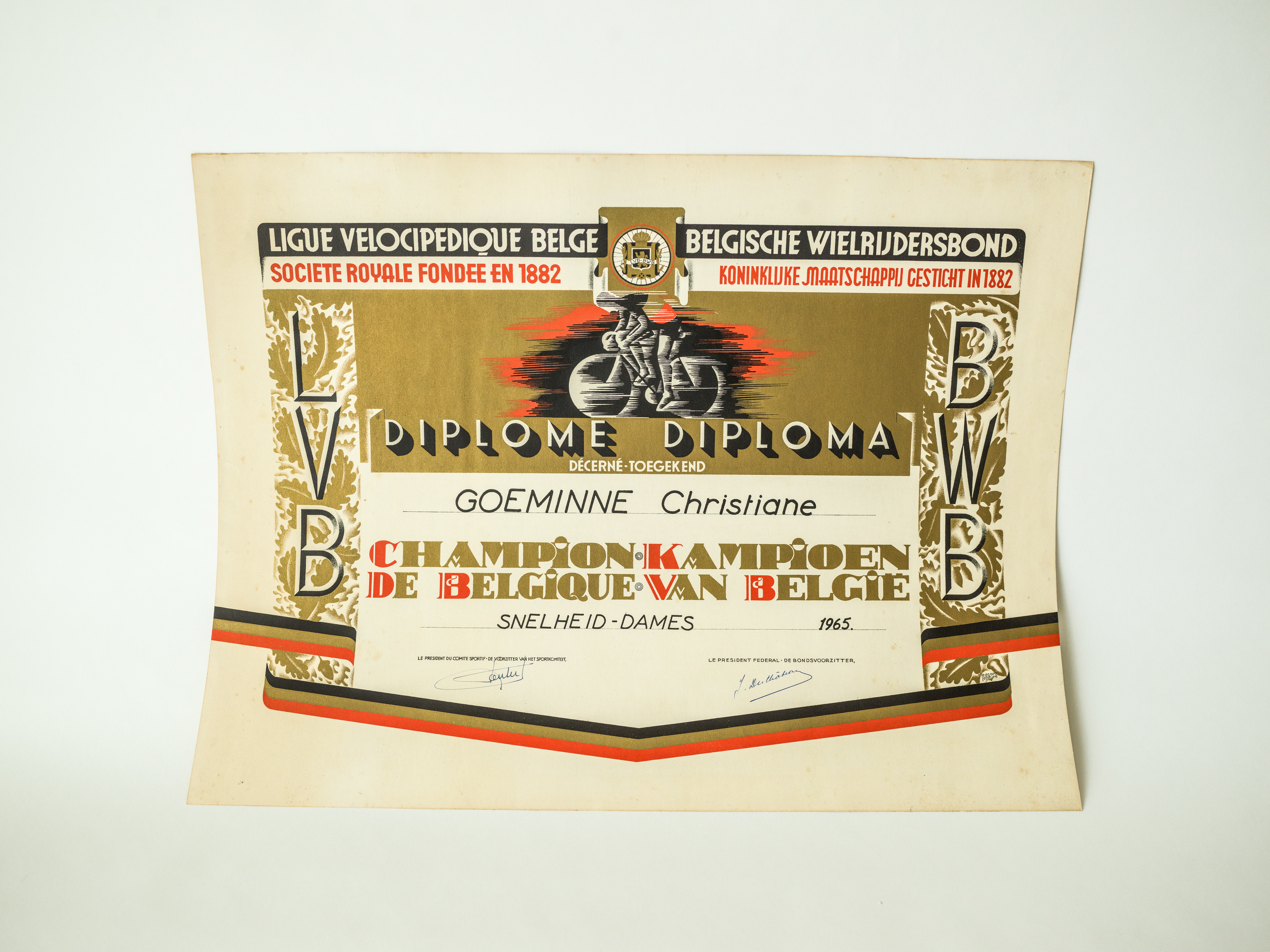
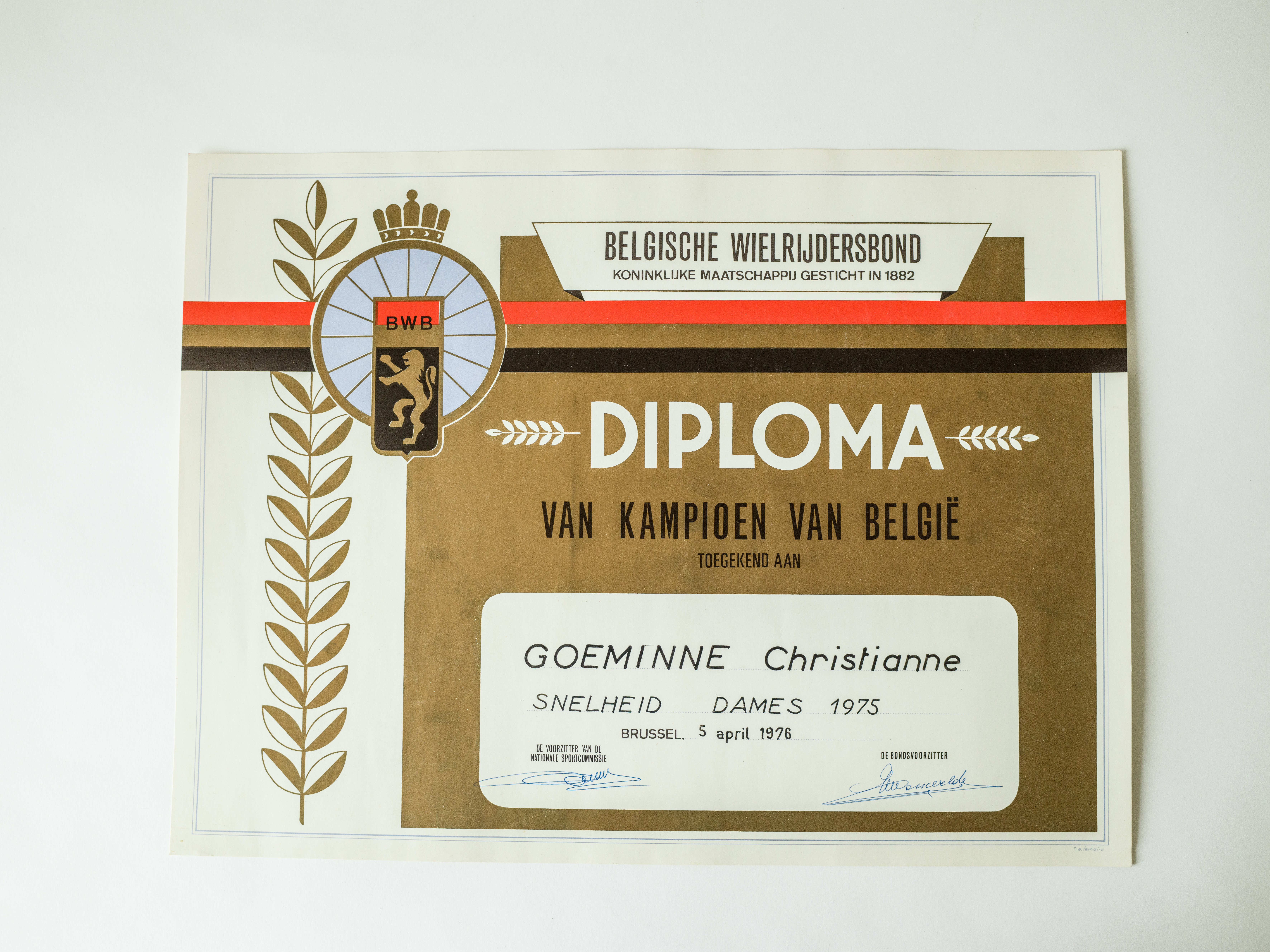
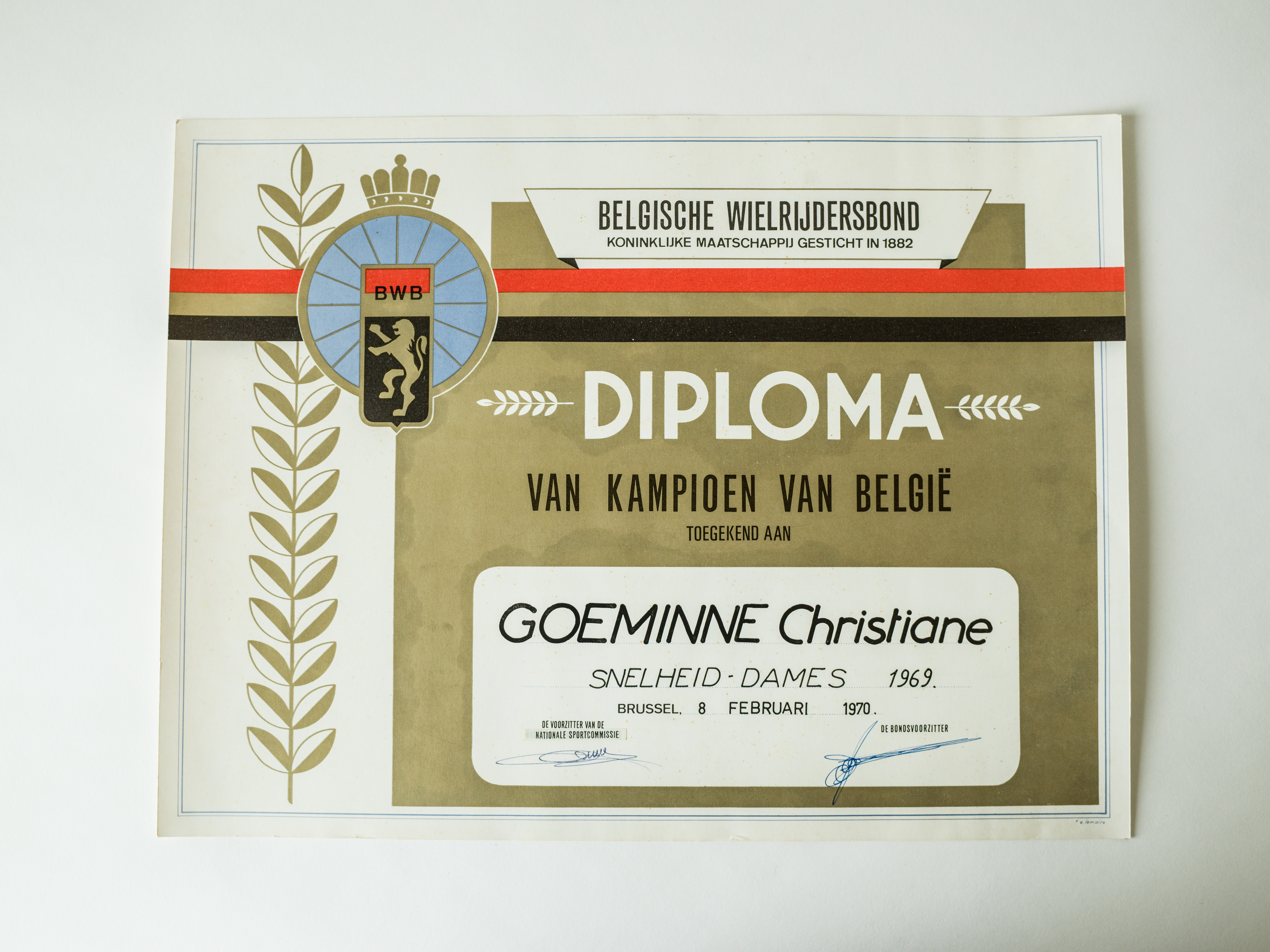
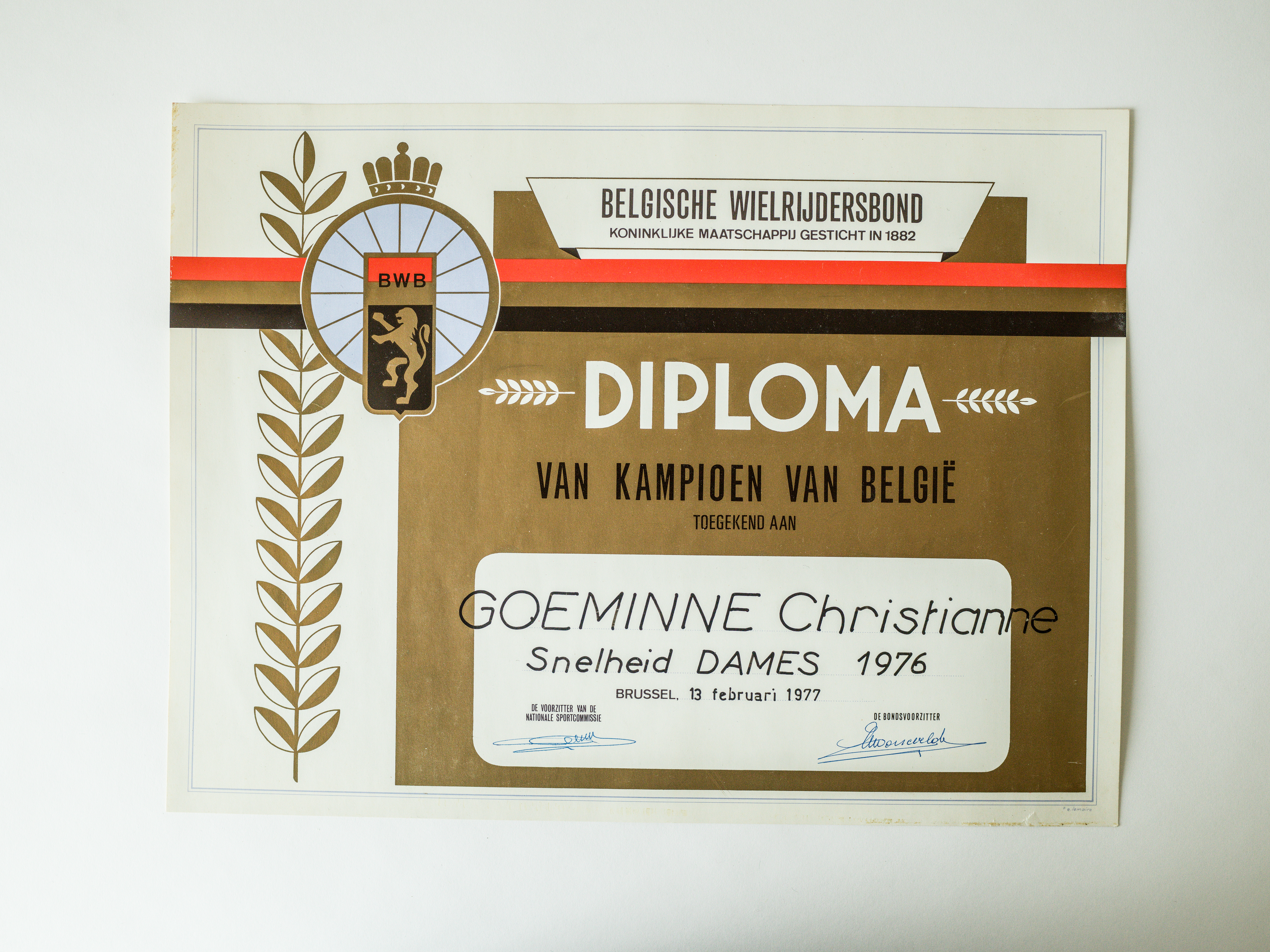